# Tebe (mitologia)
Tebe (in greco antico: Θήβη?) è un personaggio della mitologia greca. È l'eponima della città di Tebe in Cilicia.

## Mitologia
Figlia del pelasgo Andramide, eponimo d'Adramittio, che promise la sua mano a chiunque l'avesse superata nella corsa. Eracle vi riuscì e la sposò, fondando in ricordo di tale gara una città della Cilicia e dandole il nome della giovane.
Secondo altri questa eroina era una figlia di Cilice quindi appartenente alla stirpe di Cadmo.